# Alojzów (Mazovie)
Pour les articles homonymes, voir Alojzów.
Alojzów (prononciation : [aˈlɔi̯zuf]) est un village polonais de la gmina d'Iłża dans le powiat de Radom de la voïvodie de Mazovie dans le centre-est de la Pologne.
Il se situe à environ 6 km au nord d'Iłża (siège de la gmina), 21 km au sud de Radom (siège du powiat) et à 112 km au sud de Varsovie (capitale de la Pologne).
Le village compte approximativement une population de 161 habitants en 2009.

## Histoire
De 1975 à 1998, le village appartenait administrativement à la voïvodie de Radom.